# جدعون وايت
جدعون وايت هو قاضي وسياسي كندي، ولد في 1753، وتوفي في 30 سبتمبر 1833. انتخب عضو مجلس نواب نوفا سكوتيا.